# Robert Carradine
Robert Reed Carradine (Los Angeles, 24 marzo 1954) è un attore statunitense.

## Biografia
Carradine ha recitato ne I cavalieri dalle lunghe ombre (1980), assieme ai suoi fratelli David e Keith. Nel film, ispirato alle gesta del bandito Jesse James, i fratelli David, Keith e Robert Carradine interpretavano altrettanti fratelli. Curiosamente, nella stessa pellicola, recitarono anche i fratelli Dennis e Randy Quaid, i fratelli James e Stacy Keach, Christopher e Nicholas Guest interpretavano altrettante coppie di fratelli. Ha anche recitato in I cowboys (1972), a fianco di John Wayne, e nella serie televisiva Lizzie McGuire nel ruolo di Sam McGuire, il padre di Lizzie. È famoso anche per aver partecipato ai quattro film della serie La rivincita dei nerds, nel ruolo del protagonista Lewis Skolnick.

## Filmografia parziale

### Cinema
- I cowboys (The Cowboys), regia di Mark Rydell (1972)
- Mean Streets - Domenica in chiesa, lunedì all'inferno (Mean Streets), regia di Martin Scorsese (1973)
- California 436 (You and Me), regia di David Carradine (1974)
- I ragazzi del sabato (Aloha, Bobby and Rose), regia di Floyd Mutrux (1975)
- Eccesso di difesa (Jackson County Jail), regia di Michael Miller (1976)
- Peccati, jeans e... (The Pom Pom Girls), regia di Joseph Ruben (1976)
- Pon pon n. 2 (Revenge of the Cheerleaders), regia di Richard Lerner (1976)
- Massacro al Central College (Massacre at Central High), regia di Rene Daalder (1976)
- Cannonball, regia di Paul Bartel (1976)
- L'orca assassina (Orca), regia di Michael Anderson (1977)
- La ragazza dell'altro (Joyride), regia di Joseph Ruben (1977)
- Tornando a casa (Coming Home), regia di Hal Ashby (1978)
- I cavalieri dalle lunghe ombre (The Long Riders), regia di Walter Hill (1980)
- Il grande uno rosso (The Big Red One), regia di Samuel Fuller (1980)
- Così come eravamo (Just the Way You Are), regia di Édouard Molinaro (1984)
- La rivincita dei nerds (Revenge of the Nerds), regia di Jeff Kanew (1984)
- La rivincita dei nerds II (Revenge of the Nerds II - Nerds in Paradise), regia di Joe Roth (1987)
- Sing Sing chiama Wall Street (Buy & Cell), regia di Robert Boris (1987)
- The Tommyknockers - Le creature del buio (The Tommyknockers), regia di John Power (1993)
- La rivincita dei nerds III (Revenge of the Nerds III: The Next Generation), regia di Roland Mesa (1992)
- Body Bags - Corpi estranei (Body Bags), regia di John Carpenter (1993)
- La rivincita dei nerds IV (Revenge of the Nerds IV: Nerds in Love), regia di Steve Zacharias (1994)
- Fuga da Los Angeles (Escape from L.A.), regia di John Carpenter (1996)
- Fantasmi da Marte (Ghosts of Mars), regia di John Carpenter (2001)
- Max Keeble alla riscossa (Max Keeble's Big Move), regia di Tim Hill (2001)
- Lizzie McGuire - Da liceale a popstar (The Lizzie McGuire Movie), regia di Jim Fall (2003)
- Timecop 2 (Timecop: The Berlin Decision), regia di Steve Boyum (2003)
- Monte Walsh - Il nome della giustizia (Monte Walsh), regia di Simon Wincer (2003)
- Primal Park - Lo zoo del terrore (Attack of the Sabretooth), regia di George Miller (2005)
- 7-10 Split, regia di Tommy Reid (2007)
- L'ultima speranza (Final Sale), regia di Andrew C. Erin (2011)
- Bikini Spring Break, regia di Jared Cohn (2012)
- Django Unchained, regia di Quentin Tarantino (2012)

### Televisione
- Bonanza – serie TV, episodio 13x13 (1971)
- Ai confini della realtà (The Twilight Zone) – serie TV, episodio 1x33 (1986)
- Monte Carlo – miniserie TV (1986)
- Eroe per un giorno (The Incident), regia Joseph Sargent – film TV (1990)
- Clarence - La vita è sempre meravigliosa (Clarence), regia di Eric Till – film TV (1990)
- E.R. - Medici in prima linea (ER) – serie TV, 1 episodio (1995)
- Jarod il camaleonte (The Pretender) – serie TV, 1 episodio (1997)
- Invito a cena con vampiro (Mom's Got a Date with a Vampire), regia di Steve Boyum – film TV (2000)
- Lizzie McGuire – serie TV, 65 episodi (2001-2004)
- Law & Order: Criminal Intent – serie TV, 1 episodio (2005)
- Doubt - L'arte del dubbio (Doubt) – serie TV, episodio 1x10 (2017)

## Doppiatori italiani
Nelle versioni in italiano delle opere in cui ha recitato, Robert Carradine è stato doppiato da:
- Massimo Rossi in Clarence, Lizzie McGuire, Lizzie McGuire - Da liceale a pop star
- Angelo Maggi in La rivincita dei nerds III, Body Bags - Corpi estranei, The Tommyknockers - Le creature dal buio
- Oreste Baldini in La rivincita dei nerds, La rivincita dei nerds II
- Sandro Acerbo in Monte Carlo, Ho visto cosa hai fatto... e so chi sei!
- Mauro Gravina in Sing Sing chiama Wall Street, E.R. - Medici in prima linea
- Massimo Giuliani in Il grande uno rosso
- Claudio De Angelis in I cavalieri dalle lunghe ombre
- Fabrizio Temperini in Cercando Christina
- Andrea Ward in Jarod il camaleonte
- Vittorio De Angelis in Primal Park - Lo zoo del terrore
- Diego Reggente in Conto in sospeso
- Bruno Conti in Fuga da Los Angeles
- Oliviero Corbetta in Law & Order: Criminal Intent